# Vanessa Voigt
Vanessa Voigt, född 7 oktober 1997 i Schmalkalden i Thüringen, är en tysk skidskytt.
Voigt deltog i de olympiska vinterspelen 2022 i Peking där hon slutade fyra i det individuella distansloppet. Hon ingick också i det lag som tog brons i damernas stafett. På VM 2023 i Oberhof blev hon silvermedaljör i samma gren. Voigt stod även som totalsegrare i IBU-cupen 2020/2021.

## Resultat

### Världscupen
Voigt har tre individuella pallplatser i världscupen: en andraplats och två tredjeplatser.
| Säsong  | Datum            | Plats     | Disciplin         | Placering |
| ------- | ---------------- | --------- | ----------------- | --------- |
| 2021/22 | 11 mars 2022     | Otepää    | Sprint (7,5 km)   | 2:a       |
| 2023/24 | 26 november 2023 | Östersund | Distans (15 km)   | 3:a       |
| 2023/24 | 3 december 2023  | Östersund | Jaktstart (10 km) | 3:a       |

### Olympiska spel
| Tävling     | Distans | Sprint | Jaktstart | Masstart | Stafett | Mixstafett |
| ----------- | ------- | ------ | --------- | -------- | ------- | ---------- |
| Peking 2022 | 4:e     | 18:e   | 12:e      | 18:e     | Brons   | 5:e        |

### Världsmästerskap
| Tävling      | Distans | Sprint | Jaktstart | Masstart | Stafett | Mixstafett | Singelmix |
| ------------ | ------- | ------ | --------- | -------- | ------- | ---------- | --------- |
| Oberhof 2023 | 19:e    | 41:a   | 46:e      | 23:e     | Silver  | 6:e        | —         |